# Marshfield (Newport)
Marshfield es una localidad situada en el condado de Newport, en Gales (Reino Unido), con una población estimada a mediados de 2016 de 2333 habitantes.
Se encuentra ubicada al sur de Gales, a poca distancia al norte del canal de Bristol y al este de Cardiff.